# Anilios ganei
Anilios ganei ist eine Schlangenart aus der Familie der Blindschlangen (Typhlopidae). Sie ist in der Pilbara-Region im australischen Bundesstaat Western Australia endemisch. 1998 wurde sie von Ken Aplin unter dem Namen Ramphotyphlops ganei beschrieben und 2014 von Stephen Blair Hedges in die Gattung Anilios gestellt. Das Artepitheton ehrt Lori Gane, einen Schullehrer und Amateurherpetologen aus Pannawonica, der 1991 das erste Exemplar dieser Art, ein überfahrenes Weibchen, entdeckte.

## Merkmale
Anilios ganei erreicht eine Kopf-Rumpf-Länge von 335 mm bei den Weibchen und 230 mm bei den Männchen. Die Schwanzlänge beträgt bei den Weibchen 4,5 bis 5,3 mm und bei den Männchen 7,0 mm. Der Körper ist wurmähnlich, länglich, und mäßig dick. Die Körpermitte weist 24 Schuppenreihen auf. Der verkürzte Kopf hat eine stumpfe Schnauze, die im Seitenprofil von oben gerundet ist. Die Anzahl der Wirbelschuppen beträgt 430 bis 448. Die Nasenfurche teilt die Nasenschilde, die an der zweiten Supralabiale beginnen und an der Rostrale enden, senkrecht an der Kopfoberseite. Die Rostrale ist von oben schmal, länger als breit und nach vorne verengt. Die Oberseite des Körpers ist dunkel graubraun, die Flanken sind heller und die Körperunterseite cremefarben.

## Vorkommen, Lebensraum und Lebensweise
Die wenigen bekannten Exemplare von Anilios ganei wurden an den entgegengesetzten Enden des Pilbara-Hochlandes gesammelt. Die Art bewohnt wahrscheinlich feuchte Mikrohabitate in den tieferen, schattigeren Schluchten in der gesamten Region. Sie gräbt Gänge unterhalb der Erdoberfläche, wo sie ihre Nahrung, Larven und Puppen von Ameisen und Termiten, findet.